# География на Мали
Мали е държава в Западна Африка, без излаз на море, голяма част от територията на която е заета от пясъчните и каменистите пустини на Западна Сахара. На североизток Мали граничи с Алжир (дължина на границата – 1376 km), на изток – с Нигер (821 km), на юг – с Буркина Фасо (1110 km) и Кот д'Ивоар (370 km), на югозапад – с Гвинея (858 km), на запад – със Сенегал (419 km) и на северозапад – с Мавритания (2237 km). Общата дължина на сухоземните граници (в т.ч. речни) е 7191 km. От север на юг Мали се простира на 1630 km, а от запад на изток – на 1780 km. В тези си граници заема площ от 1 240 192 km². Населението към 1.1.2020 г. възлиза на 20 250 000 души. Столица е град Бамако.
Територията на Мали се простира между 10°09′ и 25°00′ с.ш. и между 4°16′ и.д. и 12°13′ з.д. Крайните точки на страната са следните:
- крайна северна точка – 25°00′ с.ш., граница с Мавритания. Дължината на границата по паралела е 175 km, от 4°50′ до 6°34′ з.д.
- крайна южна точка – 10°09′ с.ш., на границата с Кот д'Ивоар
- крайна западна точка – 12°13′ з.д., на границата със Сенегал, на десния бряг на река Фалеме (ляв приток на Сенегал).
- крайна източна точка – 4°16′ и.д., на границата с Нигер. Дължината на границата по меридиана е 240 km, от 17°00′ до 19°08′ с.ш.[2]

## Релеф, геоложки строеж
Почти целите западни, централни и северни части на страната (над 90% от нейната територия) се заемат от равнини със средна височина от 200 до 500 m. На север се простират каменистите, пясъчно-каменистите или чакълестите пустини на Западна и Централна Сахара. От запад, юг и изток равнините са обградени от ниски планински масиви и скалисти отстъпи. На югозапад са крайните североизточни разклонения на платото Фута Джалонг с масивите Бамбук и Мандинго (с височина до 785 m), на юг и югоизток – отстъпа Бандиагара и планината Хомбори (връх Хомбори, 1155 m), а на североизток – платото Адрар Ифорас (890 m). Покрай средното течение на река Нигер, в т.нар. Вътрешна делта на Нигер е разположена обширна алувиална равнина.
Почти цялата територия на страната е разположена в пределите на Африкано-Арабската платформа. Западната част е привързана към източните и южни крила на голямата падина (синеклиза) Таудени, запълнена с морски и континентални наслаги от късния докамбрий до антропогена, а източната част попада в т.нар. Мали-Нигерска падина (синеклиза). Двете падини са разделени на север от излизащата на повърхността южна част на докамбрийския масив Ахагар, а на юг – от късно докамбрийската нагъната зона Гурми, обграждаща древния Леоно-Либерийски докамбрийски масив, покрай северното крайбрежие на Гвинейския залив. Между тези издигнати райони, покрай долината на река Нигер преминава грабенът Гао, развил се през късния мезозой и кайнозоя. Мали е богата на природни ресурси, сред които злато, уран, фосфор, желязо, боксит, мед, гипс, гранит, каолин, каменна сол, варовик и др.

## Климат, води
Климатът на Мали е тропичен, горещ и сух, а в крайния юг – субекваториален. Средната годишна температура е 28 – 29°С с незначителни амплитуди през отделните месеци. Много характерни са източните и североизточните сухи ветрове (т.нар. харматан), духащи предимно от ноември до юни. Годишните сезони са три: дъждовен (от юни до октомври), сух и прохладен (от ноември до февруари) и сух и горещ (от март до май). Количеството на валежите и продължителността на дъждовния сезон се съкращава от юг на север. На територията на страната се обособяват 3 климатични области (от север на юг): сахарска (средни месечни температури от 19,5°С до 34°С, годишна сума на валежите до 150 mm); сахелска (средни месечни температури от 22,5°С до 34,5°С, годишна сума на валежите 200 – 600 mm) и суданска (съответно от 23,5°С до 35,5°С и 600 – 1500 mm).
Територията на Мали е бедна на вътрешни води. Главните водни артерии са река Нигер (4180* km) с притоците си Санкарани (400* km) и Бани (430 km) и река Сенегал (1750* km) с притоците си Бафинг (760* km), Фалеме (625 km), Бакой (650 km) и Бауле (550 km). На изток и североизток широко разпространение имат временните реки, т.нар. уади: Тилемси, Азавак и др. За останалите територии единственият източник за водоснабдяване са подземните (грунтови) води. Запасите на страната от хидроенергийни ресурси са значителни (1,3 Гвт), но са слабо усвоени. Водите на река Нигер повсеместно се използват за напояване.

## Почви, растителност, животински свят
Почти половината от територията на страната, основно на север е заета от храстовите и тревисто-храстовите пустини на Сахара. Южно от тях се простира опустинената савана (сахел), развита върху червено-кафяви почви с акации и сухи треви и характерните палма дум и баобаб. Тук е развито номадско и полуномадско животновъдство. Още по̀на юг са разпространени типичните и високотревисти савани върху-червено-кафяви и червени латеритни почви, като тук растат памучно дърво, маслено дърво карите, палма роне, хайя сенегалска, терминалия и други ценни дървесни видове, и, различни тревисти растения, много от които служат за храна на животните. Крайния юг на страната е зает от горска савана, а покрай реките са развити галерийни гори. За земеделието (само 3,8% от територията на Мали са обработваеми земи) най-благоприятни са ливадните червено-кафяви почви по долината на Негер и червените почви във високотревистата савана.
За северните пустинни и полупустинни райони най-типични са големите антилопи адакс и орикс, газела, жираф, леопард, ивичеста хиена. За саваните е характерна високата численост и богатия видов състав от антилопи, диви свине (брадавичеста свиня), хищни животни (лъвове, леопарди, чакали), а числеността на слоновете застрашително намалява. В реките и езерата обитават крокодили, а в Нигер и по бреговете му – хипопотами (в резултат от хищническото им изтребление броят им е силно намалял). Разнообразен е и света на пернатите. Реките и езерата са богати на риба, имаща промишлено значение, като най-голяма ценност представлява нилския костур или „капитан“. Широко разпространение имат и насекомите – термити, диви пчели, москити, а мухата симулиум (обитава храсталаците покрай реките) и мухата цеце (живее в южните горски райони) пренасят голяма вреда на здравето на човека и животните.

## Природни райони
В резултат от географската ширина, климата и растителността територията на Мали се поделя на 5 големи природни района: пустинен север, сахелски район, судански саванен район, южен горскосаванен район и района на вътрешната делта на река Нигер.

## Природни бедствия
- Пясъчни бури в северната част на Мали;
- Периодични суши;
- Неочаквани пожари на юг;
- Случайни наводнения, както през юли 2007;[4]
- Тропически гръмотевични бури на юг.